# Гарячківка (річка)
Гарячківка — річка в Україні, у Крижопільському районі Вінницької області, ліва притока Вільшанки (басейн Дністра).

## Опис
Довжина річки 16 км, похил річки — 6,4 м/км. Формується з багатьох безіменних струмків та водойм. Площа басейну 80,9 км².

## Розташування
Бере початок на північній околиці від села Кавків Яр. Тече переважно на південний захід і в селі Вільшанці впадає в річку Вільшанку, ліву притоку Марківки.
Населені пункти вздовж берегової смуги: Гарячківка, Доярня.